# グロース＝ロールハイム
グロース＝ロールハイム (ドイツ語: Groß-Rohrheim) はドイツ連邦共和国ヘッセン州ベルクシュトラーセ郡に属す町村（以下、本項では便宜上「町」と呼ぶ）。ライン川から約3kmのヘッシシェ・リートの中央部、ビブリスの北に位置する。

## 地理

### 隣接する市町村
グロース＝ロールハイムは、北をゲルンスハイム（グロース＝ゲーラウ郡）、東をアインハウゼン、南をビブリス、西をヴォルムス（ラインラント＝プファルツ州）、およびハム・アム・ライン（ラインラント＝プファルツ州、アルツァイ＝ヴォルムス郡）と境を接している。

### 自治体の構成
グロース=ロールハイムは、フランクフルト・アム・マイン – マンハイムの鉄道で分けられた2つの地区からなる。古い元々の入植地が西側、鉄道の東側は新しい住宅地である。

## 歴史
この町は782年のロルシュ文書に初めて記録されている。町の名前は、時代とともに「Rohrheim superior」、「villa Rorheim」、「Ober Rorheim」と変遷し、1689年以降「Groß-Rohrheim」で定着した。中世にはロルシュ修道院が領主であったが、後にビッケンバッハ家、エアバッハ伯、そしてヘッセン方伯の縁戚にあたるカッツェンエルンボーゲン家が領主となった。エアバッハ伯が治めた部分は1714年に売却されヘッセン＝ダルムシュタット領となった。
三十年戦争とそれに続くフランス軍の略奪は、この町に多大な犠牲を強いた。1659年にヘッセン方伯ゲオルク2世は、「グロース＝ロールハイムの忠実なる我が臣民」に自由で開かれた市場の開催を許可した。これが現在も続く5月市の原型となった。元々は農業の町であったが、最近50年のうちに残った農家は15戸だけとなった。

## 行政

### 町議会
この町の議会は19議席からなる。

### 首長
1990年から町長を務めたハインツ・ロース (SPD) の逝去を承けて2008年に行われた選挙で、ライナー・ベルシュがこの町の町長となった。

### 友好都市
- Mouzon（フランス、アルデンヌ県）1989年

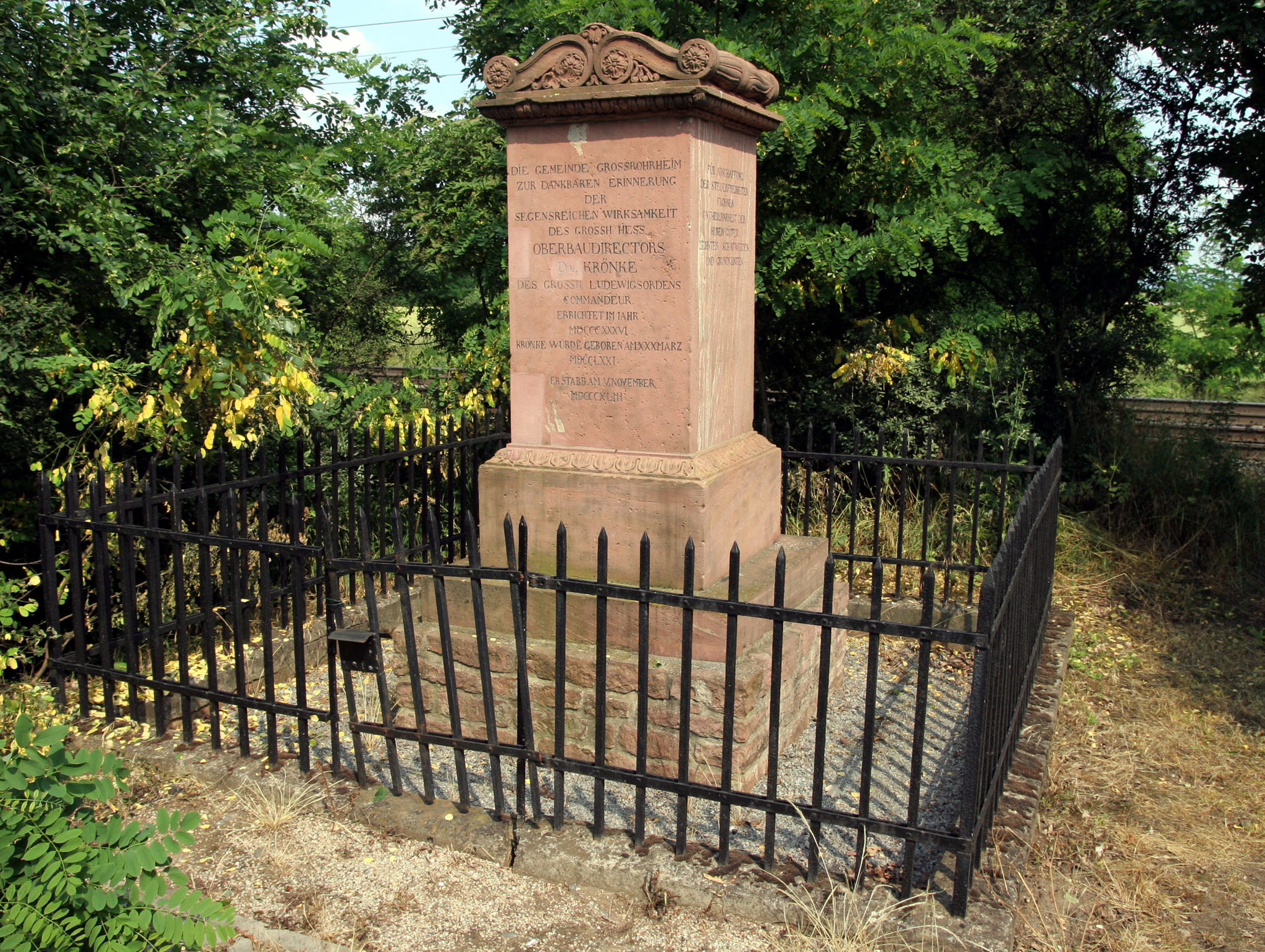
クレンケの記念碑

## 文化と見所
- プロテスタント教会の近くにある、1688年から1723年に建てられた歴史的な木組み建築と教会の天井画
- ライン川改修に貢献したクラス・クレンケの記念碑

## 交通
グロース＝ロールハイムは、鉄道フランクフルト・アム・マイン – マンハイム線沿いに位置している。

## 引用
1. ↑  Hessisches Statistisches Landesamt: Bevölkerung in Hessen am 31.12.2023 (Landkreise, kreisfreie Städte und Gemeinden, Einwohnerzahlen auf Grundlage des Zensus 2011)]